# Presa di possesso
La presa di possesso è una cerimonia delle Chiese cristiane che accettano la successione apostolica: il nuovo vescovo presenta personalmente o per mezzo di un procuratore nella diocesi a cui è destinato la bolla pontificia della sua nomina. Generalmente tale atto è compiuto nel quadro di una solenne messa di insediamento celebrata nella chiesa madre o cattedrale.

## Chiesa cattolica
La presa di possesso di una diocesi è l'atto formale e giuridico con cui un nuovo vescovo diocesano già consacrato entra nell'esercizio del governo della diocesi assegnatagli, esercizio nel quale gli è proibito di ingerirsi prima.

### Obbligatorietà
Gli è imposto l'obbligo di compiere la presa di possesso, eventualmente per mezzo di un procuratore, entro un periodo limitato di tempo dalla ricezione della bolla pontificia della sua nomina: due mesi se egli è già vescovo, quattro se deve prima farsi ordinare vescovo. Gli si raccomanda vivamente di compierla con l'atto liturgico indicato nel Caeremoniale Episcoporum.

### Effetti
Al momento della presa di possesso, il nuovo vescovo diventa vescovo diocesano della sede episcopale e cessa l'autorità dell'amministratore diocesano e il periodo di sede vacante della diocesi. Dallo stesso momento, non prima, il nome del nuovo vescovo è menzionato nella preghiera eucaristica delle messe celebrate nella diocesi.
Se, fino alla nomina, il nuovo vescovo della diocesi era vescovo di un'altra diocesi, decade come vescovo dell'anteriore diocesi dal momento della notizia certa del trasferimento, ma ne ritiene il governo con i poteri un po' più limitati di un amministratore diocesano. Questi poteri cessano e la diocesi anteriore diventa vacante dal momento della presa di possesso della nuova sede.

### Descrizione
Il Codice di diritto canonico descrive l'atto della presa di possesso in questi termini:
(Codice di diritto canonico, can. 382 §3)
Le procedure pratiche per la presa di possesso della diocesi sono descritte nel Caeremoniale Episcoporum. Se il vescovo eletto è ancora presbitero e viene consacrato nella sua stessa cattedrale, la presa di possesso avviene con il medesimo rito di ordinazione. Se invece il vescovo è stato trasferito da un'altra diocesi,  oppure non ha ricevuto l'ordinazione episcopale nella sua chiesa cattedrale, la presa di possesso avviene secondo un particolare "rito di accoglienza" descritto dal Caeremoniale Episcoporum ai nnº 1141-1144.

### Presa di possesso del Laterano
Con la cerimonia di presa di possesso del Laterano a Roma, il nuovo Papa si insedia nella sua cathedra dell'Arcibasilica del Santissimo Salvatore e dei Santi Giovanni Battista ed Evangelista in Laterano, che reca il titolo di Madre e Capo di Tutte le Chiese della Città e del Mondo.
Mentre nelle altre diocesi è con la presa di possesso che il vescovo entra nell'esercizio del governo, il papa acquista la pienezza di giurisdizione sulla diocesi di Roma e sulla Chiesa cattolica intera dal momento della sua accettazione della sua elezione in seno al conclave.
La cerimonia, di origine antichissima, si svolge tuttora e conclude i riti di insediamento del Pontefice avviati con la solenne messa d'inaugurazione o inizio del ministero petrino. Per secoli, una delle principali caratteristiche della presa di possesso del Laterano era la solenne cavalcata papale con cui il Pontefice, partendo dai Sacri Palazzi del Vaticano o del Quirinale, attraversando in processione tutto il centro di Roma, raggiungeva a cavallo di una mula bianca l'Arcibasilica Cattedrale del Laterano.
Il rito della cavalcata venne in seguito sostituito dall'uso della lettiga o della carrozza e attualmente si svolge attraverso un percorso in automobile.